# Liga de Campeones de la UEFA 1992-93
La Liga de Campeones de la UEFA 1992-93 fue la 38.ª edición de la anteriormente conocida como Copa de Clubes Campeones Europeos de fútbol, en adelante y desde esta edición Liga de Campeones, organizada por la Unión de Asociaciones Europeas de Fútbol (UEFA). En ella participaron un total de ocho equipos, y treinta y seis contando las fases clasificatorias previas, uno por cada federación representada.
Disputada entre los meses de agosto de 1992 y mayo de 1993, contó con resaltables diferencias respecto al desarrollo histórico de la competición. Así, como primera edición tras la profunda reestructuración se consolidó el formato de la fase de grupos en detrimento de la fase eliminatoria, y que tuvo su primera aparición la temporada anterior, con la particularidad de que los primeros clasificados de dicha fase disputaron directamente la final.
Tras la desintegración de Yugoslavia y la Unión Soviética, por primera vez tomaron parte en la competición los equipos campeones de las nuevas ligas de Eslovenia, Estonia, Letonia y Ucrania. También hizo su debut tras su reciente incorporación a la UEFA la federación de Israel, que hasta entonces había jugado en competiciones asiáticas, así como la de las Islas Feroe, territorio que aun perteneciendo a Dinamarca tenía desde hacía tiempo su propia competición de liga.
El vigente campeón, el Barcelona, fue eliminado en la segunda ronda por el CSKA Moscú.
Por primera vez desde que se estableció el torneo, ganó la competición un club francés, el Olympique de Marsella, que derrotó en la final al Milan en el Olympiastadion de Múnich. Este triunfo se vio empañado, más tarde, por un escándalo de amaño de partidos en la liga francesa por el presidente del club francés, Bernard Tapie, que le costó el descenso de categoría en la liga francesa, la pérdida de su último título liguero y una sanción de un año sin disputar competiciones internacionales, lo que le impidió defender el título la temporada siguiente y jugar la Copa Intercontinental en representación de Europa.
El Milan estableció un récord de victorias consecutivas dentro de la competición con diez. La final fue el único partido que no ganó, contando las fases previa.
Se anotaron un total de 195 goles en 82 partidos, un promedio de 2,38 tantos por encuentro.
La final fue el último partido oficial que disputó el delantero neerlandés Marco van Basten, quien jugó la final infiltrado al no estar plenamente recuperado de su lesión de tobillo. Aun así no pudo acabar el encuentro y fue sustituido a pocos minutos del final tras recaer de la lesión que le tuvo dos años lejos de los terrenos de juego hasta finalmente anunciar su retirada.

## Desarrollo

### Participantes
Nota: indicados en negrita equipos que participaron en la fase final del torneo. Nombres y banderas según la época.
| \| Equipos participantes \| \| \| \| Fase previa \| Fase preliminar (dieciseisavos) \| Fase preliminar (dieciseisavos) \| \| Valletta Football Club Maccabi Tel Aviv Football Club Shelbourne Football Club Sportyvnyy̆ Klub Tavriya Simferopol Nogometni klub Olimpija Football Club Norma Tallinn Klaksvíkar Ítróttarfelag Skonto Futbola Klubs \| Fútbol Club Barcelona Futebol Clube do Porto Olympique de Marseille Verein für Bewegungsspiele Stuttgart Leeds United Football Club Athlitiki Enosis Konstantinoupoleos Lyngby Boldklub Football Club Sion Club Brugge Koninklijke Voetbalvereniging Fotbal Club Dinamo București Associazione Calcio Milan Fussball Klub Austria Wien Ferencvárosi Torna Club Viking Fotballklubb \| Beşiktaş Jimnastik Kulübü Športový klub Slovan Bratislava Rangers Football Club Professionalʹnyĭ Futbolʹnyĭ Klub TSSKA Philips Sport Vereniging Fußball-Club Carl Zeiss Jena Idrottsföreningen Kamraterna Göteborg Racing Football Club Union Lëtzebuerg Glentoran Football Club Kolejowy Klub Sportowy Lech Poznań Profesionalen futbolen klub CSKA Knattspyrnufélagið Víkingur Folbal Club Kuusysi Lahti Athletikós Podosferikós Omilos Ellínon Lefkosías \| \| Fase de grupos \| \| \| | Austria Brujas CSKA Sofía APOEL Lyngby Leeds Barcelona Norma Tallin Kuusysi Marsella KÍ Stuttgart AEK Ferencvárosi Shelbourne Víkingur M. Tel Aviv Milan Žalgiris Luxembourg Skonto Valletta PSV Glentoran Viking Lech Poznań Porto D. București CSKA Moscú Rangers Sion Slovan Olimpija Göteborg Beşiktaş Tavriya Participantes edición 1992–93. · Púrpura: Eliminado en fase previa; Amarillo: Eliminado en primera ronda; · Naranja: Eliminado en segunda ronda; Rojo: Fase de grupos. | |
| Equipos participantes | | |
| Fase previa | Fase preliminar (dieciseisavos) | Fase preliminar (dieciseisavos) |
| Valletta Football Club Maccabi Tel Aviv Football Club Shelbourne Football Club Sportyvnyy̆ Klub Tavriya Simferopol Nogometni klub Olimpija Football Club Norma Tallinn Klaksvíkar Ítróttarfelag Skonto Futbola Klubs | Fútbol Club Barcelona Futebol Clube do Porto Olympique de Marseille Verein für Bewegungsspiele Stuttgart Leeds United Football Club Athlitiki Enosis Konstantinoupoleos Lyngby Boldklub Football Club Sion Club Brugge Koninklijke Voetbalvereniging Fotbal Club Dinamo București Associazione Calcio Milan Fussball Klub Austria Wien Ferencvárosi Torna Club Viking Fotballklubb | Beşiktaş Jimnastik Kulübü Športový klub Slovan Bratislava Rangers Football Club Professionalʹnyĭ Futbolʹnyĭ Klub TSSKA Philips Sport Vereniging Fußball-Club Carl Zeiss Jena Idrottsföreningen Kamraterna Göteborg Racing Football Club Union Lëtzebuerg Glentoran Football Club Kolejowy Klub Sportowy Lech Poznań Profesionalen futbolen klub CSKA Knattspyrnufélagið Víkingur Folbal Club Kuusysi Lahti Athletikós Podosferikós Omilos Ellínon Lefkosías |
| Fase de grupos | | |

## Ronda previa
El sorteo se realizó el 15 de julio de 1992 en Ginebra.
Los partidos se realizaron el 19 de agosto y 2 de septiembre de 1992.
| Equipo Local Ida   | Resultado | Equipo Visitante Ida  | Ida   | Vuelta | Desempate |
| ------------------ | --------- | --------------------- | ----- | ------ | --------- |
| Valletta           | 1 - 3     | Maccabi Tel Aviv      | 1 - 2 | 0 - 1  |           |
| Shelbourne         | 1 - 2     | SC Tavriya Simferopol | 0 - 0 | 1 - 2  |           |
| Olimpija Ljubljana | 6 - 0     | Norma Tallinn         | 3 - 0 | 3 - 0  |           |
| KÍ Klaksvík        | 2 - 6     | Skonto Riga           | 1 - 3 | 1 - 3  |           |

## Primera ronda
Equivalente a los actuales dieciseisavos de final.
El sorteo se realizó el 15 de julio de 1992 en Ginebra.
Los partidos se disputaron el 16 y 30 de septiembre de 1992.
| Equipo Local Ida            | Resultado  | Equipo Visitante Ida  | Ida   | Vuelta       | Desempate |
| --------------------------- | ---------- | --------------------- | ----- | ------------ | --------- |
| Maccabi Tel Aviv            | 0 - 4      | Brujas                | 0 - 1 | 0 - 3        |           |
| Austria Viena               | 5 - 4      | CSKA Sofia            | 3 - 1 | 2 - 3        |           |
| Knattspyrnufélagið Víkingur | 2 - 5      | CSKA Moscú            | 0 - 1 | 2 - 4        |           |
| Barcelona                   | 1 - 0      | Viking FK             | 1 - 0 | 0 - 0        |           |
| Rangers                     | 3 - 0      | Lyngby BK             | 2 - 0 | 1 - 0        |           |
| VfB Stuttgart               | 3 - 3      | Leeds United          | 3 - 0 | 0 - 3        | 1 - 2     |
| Lahti                       | 1 - 2      | Dinamo de Bucarest    | 1 - 0 | 0 - 2 (pró.) |           |
| Glentoran                   | 0 - 8      | Olympique de Marsella | 0 - 5 | 0 - 3        |           |
| Sion                        | 7 - 2      | SC Tavriya Simferopol | 4 - 1 | 3 - 1        |           |
| Union Luxembourg            | 1 - 9      | Porto                 | 1 - 4 | 0 - 5        |           |
| AEK Atenas                  | (v.) 3 - 3 | APOEL Nicosia         | 1 - 1 | 2 - 2        |           |
| PSV Eindhoven               | 8 - 0      | Zalgiris Vilnius      | 6 - 0 | 2 - 0        |           |
| ŠK Slovan Bratislava        | 4 - 1      | Ferencvárosi          | 4 - 1 | 0 - 0        |           |
| Milan                       | 7 - 0      | Olimpija Ljubljana    | 4 - 0 | 3 - 0        |           |
| IFK Göteborg                | 3 - 2      | Beşiktaş              | 2 - 0 | 1 - 2        |           |
| Lech Poznań                 | 2 - 0      | Skonto Riga           | 2 - 0 | 0 - 0        |           |

## Segunda ronda
Equivalente a los actuales octavos de final.
El sorteo se realizó el 2 de octubre de 1992 en Ginebra.
Los partidos se disputaron el 21 de octubre y 4 de noviembre de 1992.
| Equipo Local Ida   | Resultado  | Equipo Visitante Ida  | Ida   | Vuelta | Desempate |
| ------------------ | ---------- | --------------------- | ----- | ------ | --------- |
| Brujas             | (v.) 3 - 3 | Austria Viena         | 2 - 0 | 1 - 3  |           |
| CSKA Moscú         | 4 - 3      | Barcelona             | 1 - 1 | 3 - 2  |           |
| Rangers            | 4 - 2      | Leeds United          | 2 - 1 | 2 - 1  |           |
| Dinamo de Bucarest | 0 - 2      | Olympique de Marsella | 0 - 0 | 0 - 2  |           |
| Sion               | 2 - 6      | Porto                 | 2 - 2 | 0 - 4  |           |
| AEK Atenas         | 1 - 3      | PSV Eindhoven         | 1 - 0 | 0 - 3  |           |
| Slovan Bratislava  | 0 - 5      | Milan                 | 0 - 1 | 0 - 4  |           |
| IFK Göteborg       | 4 - 0      | Lech Poznań           | 1 - 0 | 3 - 0  |           |

## Fase de grupos
El sorteo se realizó el 6 de noviembre de 1992 en Ginebra.
Los partidos se disputaron el 25 de noviembre y 9 de diciembre de 1992, 3 y 17 de marzo y 7 y 21 de abril de 1993.

### Grupo A
| Pos. | Equipo                | Pts. | PJ | G | E | P | GF | GC | Dif. | Clasificación     |
| ---- | --------------------- | ---- | -- | - | - | - | -- | -- | ---- | ----------------- |
| 1    | Olympique de Marsella | 9    | 6  | 3 | 3 | 0 | 14 | 4  | +10  | Acceso a la final |
| 2    | Rangers               | 8    | 6  | 2 | 4 | 0 | 7  | 5  | +2   |                   |
| 3    | Brujas                | 5    | 6  | 2 | 1 | 3 | 5  | 8  | −3   |                   |
| 4    | CSKA Moscú            | 2    | 6  | 0 | 2 | 4 | 2  | 11 | −9   |                   |

 Fuente: [cita requerida]
|  | Clasifica a la final. |

| Jor. | Fecha           | Estadio         | Local       | Visitante   | Resultado |
| ---- | --------------- | --------------- | ----------- | ----------- | --------- |
| 1    | 25 de noviembre | Ibrox Stadium   | Rangers     | Marseille   | 2–2       |
| 1    | 25 de noviembre | Olympiastadion  | Club Brugge | CSKA Moscow | 1–0       |
| 2    | 9 de diciembre  | Stade Velodrome | Marseille   | Club Brugge | 3–0       |
| 2    | 9 de diciembre  | Ruhrstadion     | CSKA Moscow | Rangers     | 0–1       |
| 3    | 3 de marzo      | Olympiastadion  | CSKA Moscow | Marseille   | 1–1       |
| 3    | 3 de marzo      | Olympiastadion  | Club Brugge | Rangers     | 1–1       |
| 4    | 17 de marzo     | Stade Vélodrome | Marseille   | CSKA Moscow | 6–0       |
| 4    | 17 de marzo     | Ibrox Park      | Rangers     | Club Brugge | 2–1       |
| 5    | 7 de abril      | Stade Vélodrome | Marseille   | Rangers     | 1–1       |
| 5    | 7 de abril      | Olympiastadion, | CSKA Moscow | Club Brugge | 1–2       |
| 6    | 21 de abril     | Olympiastadion  | Club Brugge | Marseille   | 0–1       |
| 6    | 21 de abril     | Ibrox Park      | Rangers     | CSKA Moscow | 0–0       |

### Grupo B
| Pos. | Equipo        | Pts. | PJ | G | E | P | GF | GC | Dif. | Clasificación     |
| ---- | ------------- | ---- | -- | - | - | - | -- | -- | ---- | ----------------- |
| 1    | Milan         | 12   | 6  | 6 | 0 | 0 | 11 | 1  | +10  | Acceso a la final |
| 2    | IFK Göteborg  | 6    | 6  | 3 | 0 | 3 | 8  | 10 | −2   |                   |
| 3    | Porto         | 5    | 6  | 2 | 1 | 3 | 6  | 5  | +1   |                   |
| 4    | PSV Eindhoven | 1    | 6  | 0 | 1 | 5 | 4  | 13 | −9   |                   |

 Fuente: [cita requerida]
|  | Clasifica a la final. |

| Jor. | Fecha           | Estadio           | Local         | Visitante     | Resultado |
| ---- | --------------- | ----------------- | ------------- | ------------- | --------- |
| 1    | 25 de noviembre | Estádio das Antas | Porto         | PSV Eindhoven | 2–2       |
| 1    | 25 de noviembre | San Siro          | Milan         | IFK Göteborg  | 4–0       |
| 2    | 9 de diciembre  | Ullevi            | IFK Göteborg  | Porto         | 1–0       |
| 2    | 9 de diciembre  | Philips Stadion   | PSV Eindhoven | Milan         | 1–2       |
| 3    | 3 de marzo      | Philips Stadion   | PSV Eindhoven | IFK Göteborg  | 1–3       |
| 3    | 3 de marzo      | Estádio das Antas | Porto         | Milan         | 0–1       |
| 4    | 17 de marzo     | San Siro          | Milan         | Porto         | 1–0       |
| 4    | 17 de marzo     | Ullevi            | IFK Göteborg  | PSV Eindhoven | 3–0       |
| 5    | 7 de abril      | Ullevi            | IFK Göteborg  | Milan         | 0–1       |
| 5    | 7 de abril      | Philips Stadion   | PSV Eindhoven | Porto         | 0–1       |
| 6    | 21 de abril     | San Siro          | Milan         | PSV Eindhoven | 2–0       |
| 6    | 21 de abril     | Estádio das Antas | Porto         | IFK Göteborg  | 2–0       |

## Final
| 1     | POR   | Fabien Barthez       |    |
| 5     | DEF   | Franck Sauzée        |    |
| 6     | DEF   | Basile Boli          |    |
| 4     | DEF   | Éric Di Meco         |    |
| 2     | DEF   | Jocelyn Angloma      | 61 |
| 4     | MED   | Marcel Desailly      |    |
| 8     | MED   | Jean-Jacques Eydelie |    |
| 10    | MED   | Abédi Pelé           |    |
| 11    | MED   | Didier Deschamps     |    |
| 9     | DEL   | Rudi Völler          | 78 |
| 7     | DEL   | Alen Bokšić          |    |
| D. T. | D. T. | Raymond Goethals     |    |

| 1     | POR   | Sebastiano Rossi      |    |
| 3     | DEF   | Paolo Maldini         |    |
| 6     | DEF   | Franco Baresi         |    |
| 5     | DEF   | Alessandro Costacurta |    |
| 2     | DEF   | Mauro Tassotti        |    |
| 4     | MED   | Demetrio Albertini    |    |
| 7     | MED   | Gianluigi Lentini     |    |
| 8     | MED   | Frank Rijkaard        |    |
| 10    | MED   | Roberto Donadoni      | 55 |
| 9     | DEL   | Marco van Basten      | 86 |
| 11    | DEL   | Daniele Massaro       |    |
| D. T. | D. T. | Fabio Capello         |    |

| 12 | MED | Jean-Philippe Durand   | 61 |
| 13 | MED | Jean-Christophe Thomas | 78 |

| 12 | DEL | Jean-Pierre Papin | 55 |
| 13 | MED | Stefano Eranio    | 86 |

| 44' | Basile Boli | 1:0 |

| 31' · 56' · 70' | Éric Di Meco Basile Boli Fabien Barthez |

| 39' | Gianluigi Lentini |

| Principal | Kurt Röthlisberger |

| 1     | POR   | Fabien Barthez       |    |
| 5     | DEF   | Franck Sauzée        |    |
| 6     | DEF   | Basile Boli          |    |
| 4     | DEF   | Éric Di Meco         |    |
| 2     | DEF   | Jocelyn Angloma      | 61 |
| 4     | MED   | Marcel Desailly      |    |
| 8     | MED   | Jean-Jacques Eydelie |    |
| 10    | MED   | Abédi Pelé           |    |
| 11    | MED   | Didier Deschamps     |    |
| 9     | DEL   | Rudi Völler          | 78 |
| 7     | DEL   | Alen Bokšić          |    |
| D. T. | D. T. | Raymond Goethals     |    |

| 1     | POR   | Sebastiano Rossi      |    |
| 3     | DEF   | Paolo Maldini         |    |
| 6     | DEF   | Franco Baresi         |    |
| 5     | DEF   | Alessandro Costacurta |    |
| 2     | DEF   | Mauro Tassotti        |    |
| 4     | MED   | Demetrio Albertini    |    |
| 7     | MED   | Gianluigi Lentini     |    |
| 8     | MED   | Frank Rijkaard        |    |
| 10    | MED   | Roberto Donadoni      | 55 |
| 9     | DEL   | Marco van Basten      | 86 |
| 11    | DEL   | Daniele Massaro       |    |
| D. T. | D. T. | Fabio Capello         |    |

| 12 | MED | Jean-Philippe Durand   | 61 |
| 13 | MED | Jean-Christophe Thomas | 78 |

| 12 | DEL | Jean-Pierre Papin | 55 |
| 13 | MED | Stefano Eranio    | 86 |

| 44' | Basile Boli | 1:0 |

| 31' · 56' · 70' | Éric Di Meco Basile Boli Fabien Barthez |

| 39' | Gianluigi Lentini |

| Principal | Kurt Röthlisberger |

| 1     | POR   | Fabien Barthez       |    |
| 5     | DEF   | Franck Sauzée        |    |
| 6     | DEF   | Basile Boli          |    |
| 4     | DEF   | Éric Di Meco         |    |
| 2     | DEF   | Jocelyn Angloma      | 61 |
| 4     | MED   | Marcel Desailly      |    |
| 8     | MED   | Jean-Jacques Eydelie |    |
| 10    | MED   | Abédi Pelé           |    |
| 11    | MED   | Didier Deschamps     |    |
| 9     | DEL   | Rudi Völler          | 78 |
| 7     | DEL   | Alen Bokšić          |    |
| D. T. | D. T. | Raymond Goethals     |    |

| 1     | POR   | Sebastiano Rossi      |    |
| 3     | DEF   | Paolo Maldini         |    |
| 6     | DEF   | Franco Baresi         |    |
| 5     | DEF   | Alessandro Costacurta |    |
| 2     | DEF   | Mauro Tassotti        |    |
| 4     | MED   | Demetrio Albertini    |    |
| 7     | MED   | Gianluigi Lentini     |    |
| 8     | MED   | Frank Rijkaard        |    |
| 10    | MED   | Roberto Donadoni      | 55 |
| 9     | DEL   | Marco van Basten      | 86 |
| 11    | DEL   | Daniele Massaro       |    |
| D. T. | D. T. | Fabio Capello         |    |

| 12 | MED | Jean-Philippe Durand   | 61 |
| 13 | MED | Jean-Christophe Thomas | 78 |

| 12 | DEL | Jean-Pierre Papin | 55 |
| 13 | MED | Stefano Eranio    | 86 |

| 44' | Basile Boli | 1:0 |

| 31' · 56' · 70' | Éric Di Meco Basile Boli Fabien Barthez |

| 39' | Gianluigi Lentini |

| Principal | Kurt Röthlisberger |

| 1     | POR   | Fabien Barthez       |    |
| 5     | DEF   | Franck Sauzée        |    |
| 6     | DEF   | Basile Boli          |    |
| 4     | DEF   | Éric Di Meco         |    |
| 2     | DEF   | Jocelyn Angloma      | 61 |
| 4     | MED   | Marcel Desailly      |    |
| 8     | MED   | Jean-Jacques Eydelie |    |
| 10    | MED   | Abédi Pelé           |    |
| 11    | MED   | Didier Deschamps     |    |
| 9     | DEL   | Rudi Völler          | 78 |
| 7     | DEL   | Alen Bokšić          |    |
| D. T. | D. T. | Raymond Goethals     |    |

| 1     | POR   | Sebastiano Rossi      |    |
| 3     | DEF   | Paolo Maldini         |    |
| 6     | DEF   | Franco Baresi         |    |
| 5     | DEF   | Alessandro Costacurta |    |
| 2     | DEF   | Mauro Tassotti        |    |
| 4     | MED   | Demetrio Albertini    |    |
| 7     | MED   | Gianluigi Lentini     |    |
| 8     | MED   | Frank Rijkaard        |    |
| 10    | MED   | Roberto Donadoni      | 55 |
| 9     | DEL   | Marco van Basten      | 86 |
| 11    | DEL   | Daniele Massaro       |    |
| D. T. | D. T. | Fabio Capello         |    |

| 12 | MED | Jean-Philippe Durand   | 61 |
| 13 | MED | Jean-Christophe Thomas | 78 |

| 12 | DEL | Jean-Pierre Papin | 55 |
| 13 | MED | Stefano Eranio    | 86 |

| 44' | Basile Boli | 1:0 |

| 31' · 56' · 70' | Éric Di Meco Basile Boli Fabien Barthez |

| 39' | Gianluigi Lentini |

| Principal | Kurt Röthlisberger |

|                                           |
| Bandera de Francia                        |
| Campeón Olympique de Marsella 1.er título |

## Estadísticas

### Rendimiento general
Sin contar la primera ni la segunda rondas.
| Pos. | Equipo                | Pts. | PJ | G | E | P | GF | GC | Dif. | Rend.  |
| ---- | --------------------- | ---- | -- | - | - | - | -- | -- | ---- | ------ |
| 1    | Olympique de Marsella | 11   | 7  | 4 | 3 | 0 | 15 | 4  | +11  | 78.57% |
| 2    | Milan                 | 12   | 7  | 6 | 0 | 1 | 11 | 2  | +9   | 85.71% |
|      |                       |      |    |   |   |   |    |    |      |        |
| 3    | Rangers               | 8    | 6  | 2 | 4 | 0 | 7  | 5  | +2   | 66.67% |
| 4    | IFK Göteborg          | 6    | 6  | 3 | 0 | 3 | 7  | 8  | −1   | 50%    |
| 5    | Porto                 | 5    | 6  | 2 | 1 | 3 | 5  | 5  | 0    | 41.67% |
| 6    | Brujas                | 5    | 6  | 2 | 1 | 3 | 5  | 8  | −3   | 41.67% |
| 7    | CSKA Moscú            | 2    | 6  | 0 | 2 | 4 | 2  | 11 | −9   | 16.67% |
| 8    | PSV Eindhoven         | 1    | 6  | 0 | 1 | 5 | 4  | 13 | −9   | 8.33%  |

 Fuente: 

### Máximos goleadores
La UEFA sólo considera los goles marcados en la fase de grupos.
| Lugar | Jugador          | Equipo        | Goles |
| ----- | ---------------- | ------------- | ----- |
| 1     | Romário          | PSV Eindhoven | 7     |
| 2     | Marco van Basten | Milan         | 6     |
| 2     | Franck Sauzée    | Marsella      | 6     |
| 2     | Alen Bokšić      | Marsella      | 6     |
| 5     | Johnny Ekström   | IFK Göteborg  | 5     |
| 6     | Marco Simone     | Milan         | 4     |
| 6     | Gert Verheyen    | Club Brugge   | 4     |
| 6     | Zé Carlos        | Porto         | 4     |
| 6     | Emil Kostadinov  | Porto         | 4     |
| 6     | Túlio            | Sion          | 4     |

## Enlaces relacionados
- Liga de Campeones de la UEFA

- Datos: Q275673
- Multimedia: 1992-1993 UEFA Champions League / Q275673